# Івановка (Федоровський район)
Іва́новка (рос. Ивановка, башк. Ивановка) — присілок у складі Федоровського району Башкортостану, Росія. Входить до складу Баликлинської сільської ради.
Населення — 11 осіб (2010; 18 в 2002).
Національний склад:
- росіяни — 94%